# Pacifigorgia sculpta
Pacifigorgia sculpta är en korallart som beskrevs av Breedy och Rafael Guzmán 2004. Pacifigorgia sculpta ingår i släktet Pacifigorgia och familjen Gorgoniidae. Inga underarter finns listade i Catalogue of Life.